# Versus populum

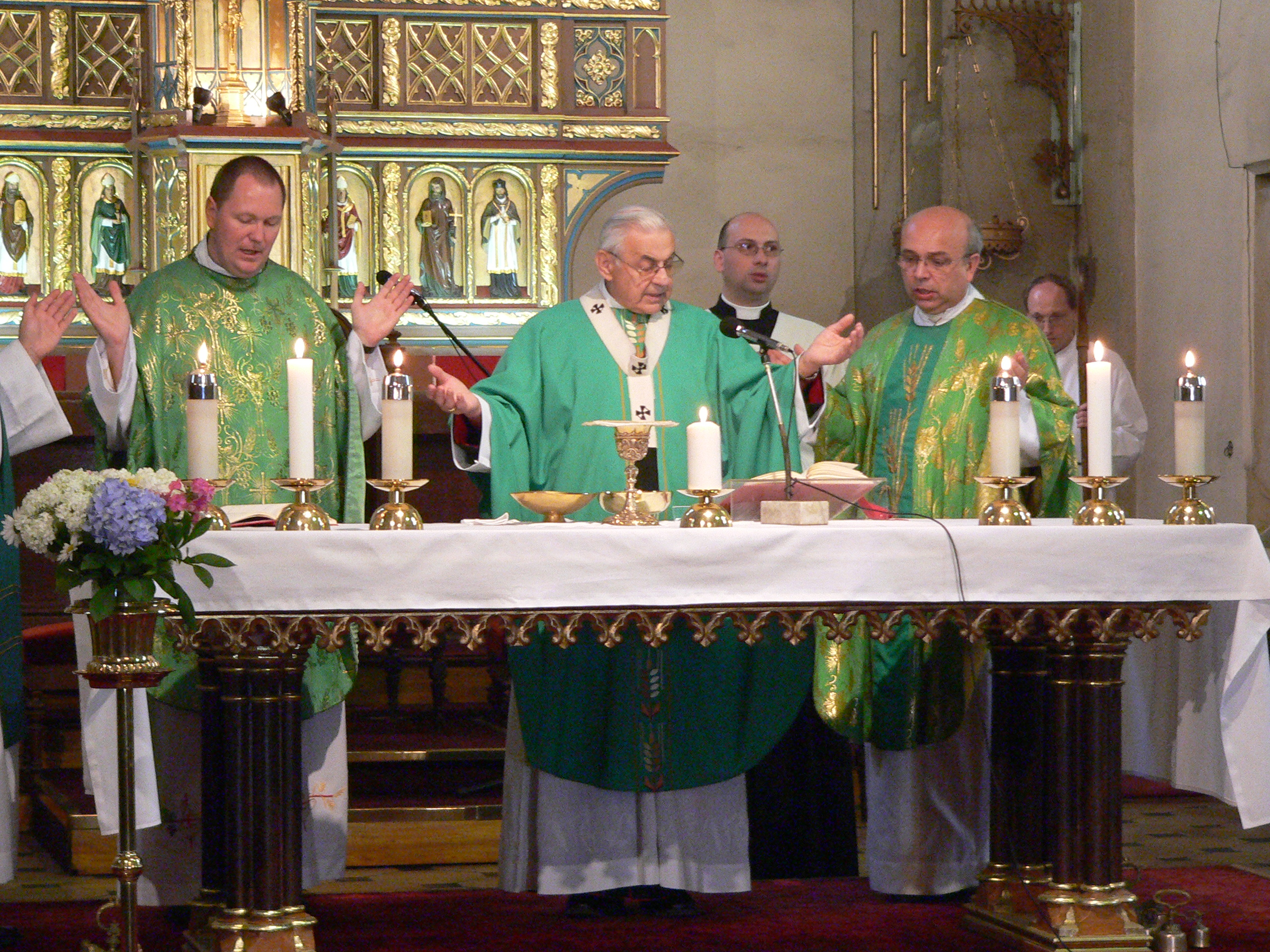
Kardinál Vlk celebruje mši versus populum

Versus populum je latinský termín znamenající (čelem) k lidu. V diskusi o uspořádání liturgického prostoru se používá jako označení pro postavení celebranta při mši, kdy tento stojí na opačné straně oltáře než věřící a obrácen čelem k nim. Opakem je postavení ad orientem.

## Historie
Nakolik dnes lze z písemných pramenů a archeologických nálezů dovodit, od samých počátků církve bylo normou na křesťanském Západě i Východě, že se celebrant i shromážděný lid při slavení eucharistie obracel k východu. Explicitně kodifikováno bylo toto tradiční uspořádání liturgického prostoru v rubrikách římského misálu vydaného po Tridentském koncilu.
Martin Luther na základě dobových představ o prostorovém uspořádání stolování při Poslední večeři považoval za ideální, aby celebrant – namísto tradičního obrácení k východu – stál čelem ke shromáždění, ale přesto sám v liturgické praxi zachoval kontinuitu s dosavadní západní liturgickou tradicí a podržel orientaci ad orientem. Orientace versus populum se od počátku ujala v reformovaných církvích, v lutherských nikoli.
Obrácená orientace (apsida na západě, loď na východě) některých římských bazilik vedla k tomu, že se v nich odnepaměti liturgie slavila v netypickém prostorovém uspořádání: celebrant stál v apsidě za oltářem, obrácen k východu, a tedy zároveň k chrámové lodi, kde byl shromážděn lid („ad orientem, versus populum“). Některé vůdčí postavy liturgického hnutí to v první polovině 20. století interpretovaly jako pozůstatek původní starokřesťanské praxe a protože to konvenovalo dobovým touhám po liturgii pospolnější a více angažující, v německy mluvících zemích se celebrování versus populum dosti rozšířilo.
V rámci provádění liturgické reformy Druhého vatikánského koncilu se pak tato praxe rozšířila po celém světě. Rubriky nově upraveného římského misálu ji výslovně připouštějí, ale nenařizují.